# Priestley-Forsyth Memorial Library
La Priestley-Forsyth Memorial Library est une bibliothèque. Elle était à l'origine une auberge, The Cross Keys Inn, construite vers 1825 et achetée en 1864 par l'arrière-petit-fils et homonyme de Joseph Priestley qui en fit sa demeure et son cabinet médical. En 1925, Frances Priestley Forsyth légua sa maison et ses livres pour en faire une bibliothèque. Située au 100 King Street à Northumberland à l'angle de Front Street (Route 11). La Priestley-Forsyth Memorial Library est inscrite au Registre national des lieux historiques, depuis 1981, et fait partie du Northumberland Historic District, qui comprend également la Joseph Priestley House.